# Biotopo Palù di Tuenno
Il Biotopo Palù di Tuenno è un'area naturale protetta del Trentino-Alto Adige istituita nel 1989.
Occupa una superficie di 5,56 ha nella Provincia autonoma di Trento presso Tuenno, nel comune di Ville d'Anaunia.

## Fauna

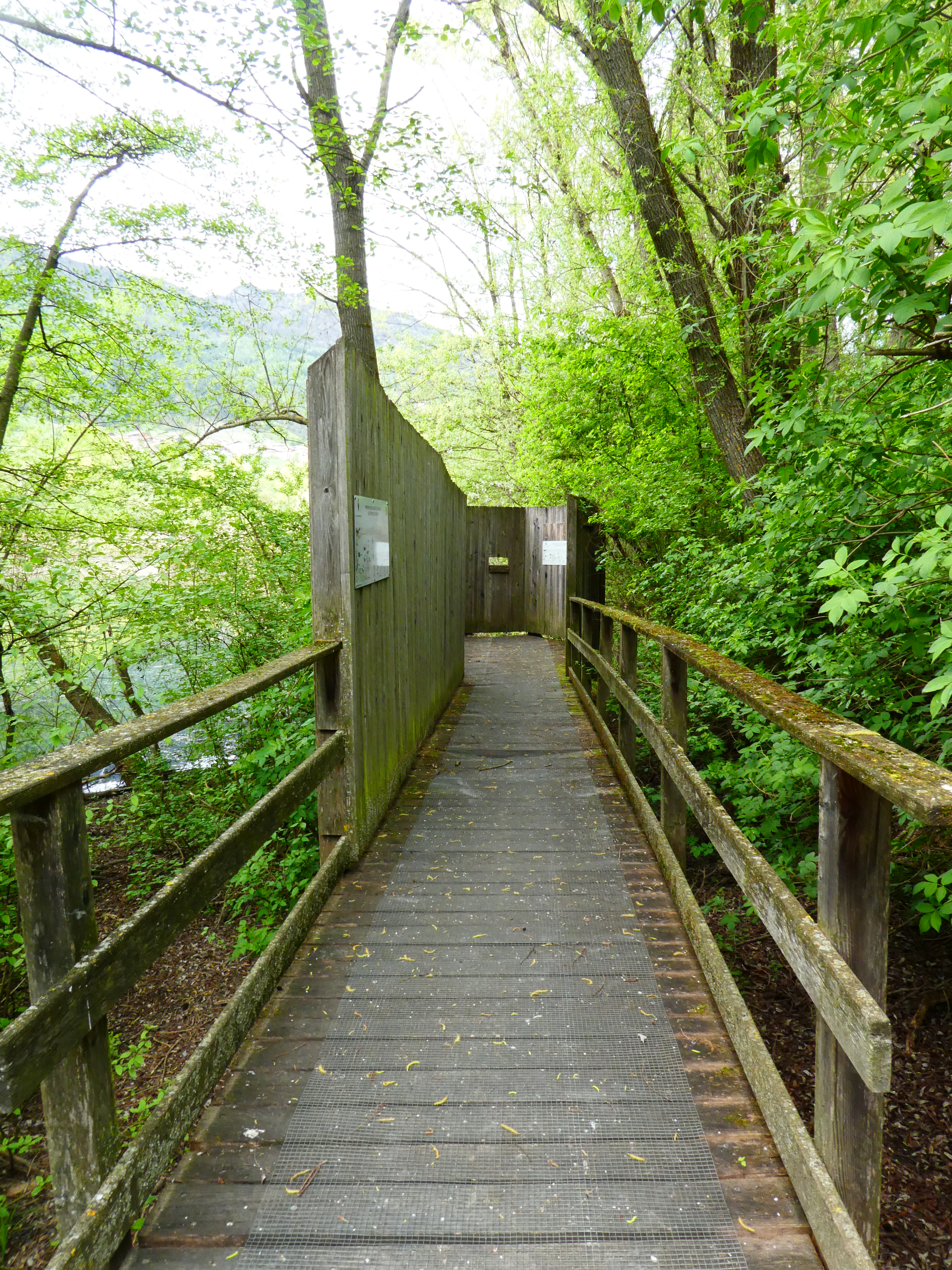
Il punto di osservazione nel biotopo

Il tipo di fauna più presente è senz'altro l'avifauna. Il biotopo rappresenta un importante punto di sosta per gli uccelli migratori. Le specie nidificanti non sono molte, ma si può citare la prima nidificazione accertata in Trentino del tarabusino. Le specie di uccelli migratori avvistate sono molteplici, tra cui: mestolone, marzaiola, albanella reale, falco di palude, voltolino, schiribilla, pavoncella, beccaccino, piro piro piccolo, culbianco, boschereccio e forapaglie macchiettato.